# موستيتف (دار الواد اوضيار)
موستيتف هو دُوَّار يقع بجماعة ازغيرة، إقليم وزان، جهة طنجة تطوان الحسيمة في المملكة المغربية. ينتمي الدوّار لمشيخة دار الواد اوضيار التي تضم 11 دوار. يقدر عدد سكانه بـ 554 نسمة حسب الإحصاء الرسمي للسكان والسكنى لسنة 2004.

## روابط خارجية
- البوابة الوطنية للجماعات الترابية
- المندوبية السامية للتخطيط